# Software (groupe)
Pour les articles homonymes, voir Software.

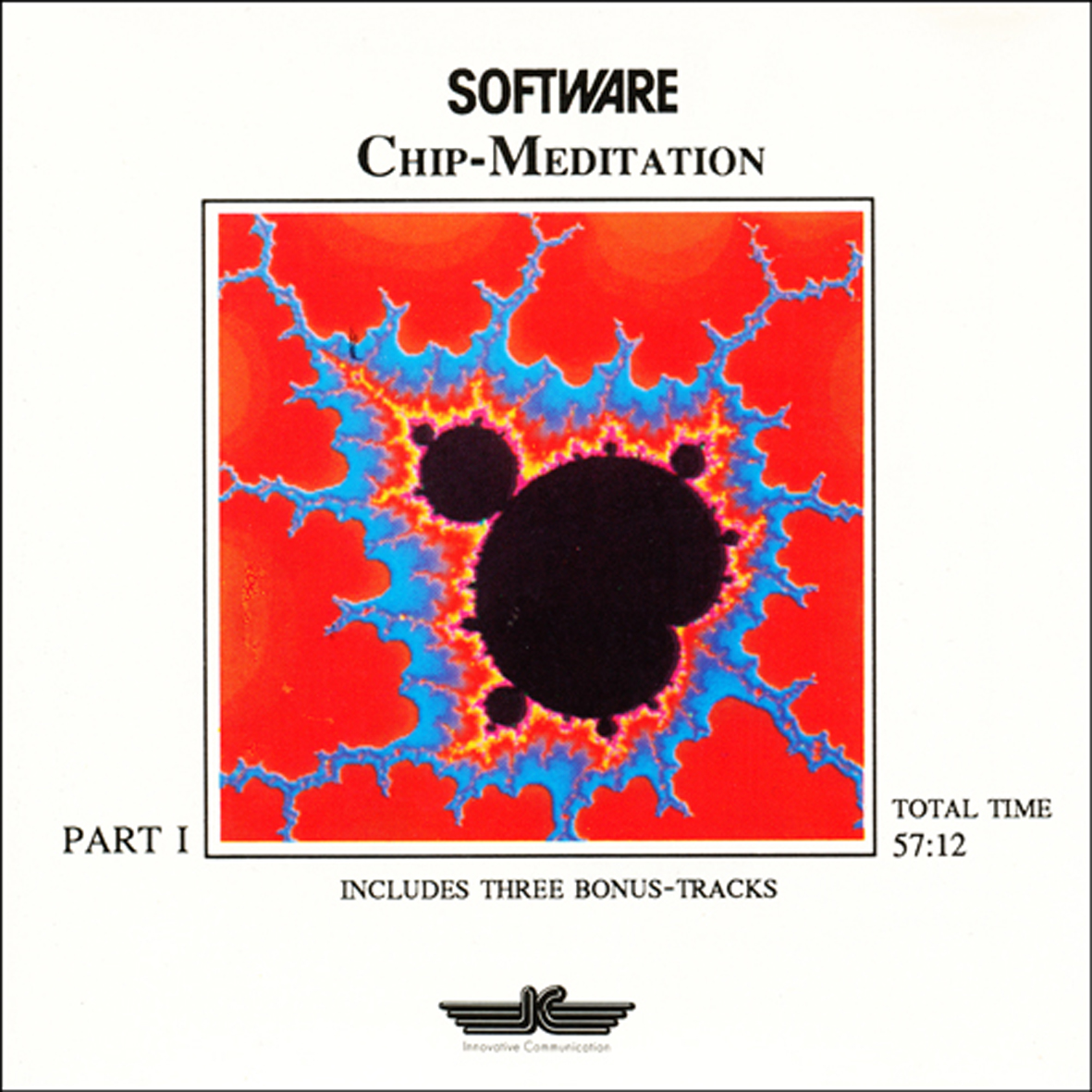
Software Chip-Meditation.

Software est un groupe allemand de musique électronique actif entre 1984 et 2000. Il se compose de Peter Mergener (de) (né en 1951) et de Michael Weisser (de) (né en 1948). Avant Software, le duo se nommait « Mergener&Weisser ».

## Historique
Les disques du groupe sont parus sous le label IC (Innovative Communication (de)), qui appartenait alors au musicien Klaus Schulze, comme ceux de nombreux autres musiciens de musique électronique, mais aussi ceux du groupe de Neue Deutsche Welle (new wave allemande) Ideal.
De 1990 à 1992, Weisser a produit, dans le cadre d'une rupture passagère avec Mergener, quatre albums sous le nom Software, mais avec une composition du groupe différente : Fragrance avec Klaus Schulze et Georg Stettner (né en 1970), Modesty-Blaze I et II, ainsi que Cave avec Billy Byte (Stephan Töteberg).
Après la dissolution de Software en 1999, les deux musiciens ont suivi des routes séparées : Peter Mergener a continué à composer et à jouer de la musique électronique, tandis que Michael Weisser a fondé la formation G.E.N.E. et mène dans les années 2010, entre autres, une activité d'« artiste des médias » (Medienkünstler).

## Discographie
- 1984 : Beam Scape (sous le nom Mergener&Weisser)
- 1985 : Phancyful Fire (sous le nom Mergener&Weisser), Chip Meditation I + II, Electronic Universe I[3]
- 1986 : Night-Light (Mergener&Weisser)
- 1987 : Past-Present-Future I + II, Syn-Code
- 1988 : Digital Dance, Electronic Universe II, Software Visions, Kassettenbuch Dea Alba
- 1989 : Visions, Live-3rd Dimension
- 1990 : Ocean, Fragrance
- 1991 : Modesty-Blaze I
- 1992 : Modesty-Blaze II, Software Visions
- 1993 : Space Design, Cave
- 1994 : Ten Years, Brain Food Music
- 1995 : Heaven to Hell
- 1997 : Sky-Dive
- 1998 : Fire-Works
- 1999 : Mystic Millennium I
- 2000 : Mystic Millennium II
- 2007 : Spring Visions (compilation)